# Testulea gabonensis
Testulea gabonensis är en tvåhjärtbladig växtart som beskrevs av François Pellegrin. Testulea gabonensis ingår i släktet Testulea och familjen Ochnaceae. Inga underarter finns listade i Catalogue of Life.